# Anton Bartels
Anthonius Johannes Bartels (Utrecht, 30 december 1879 – Hoensbroek, 14 maart 1966) was een Nederlands architect.

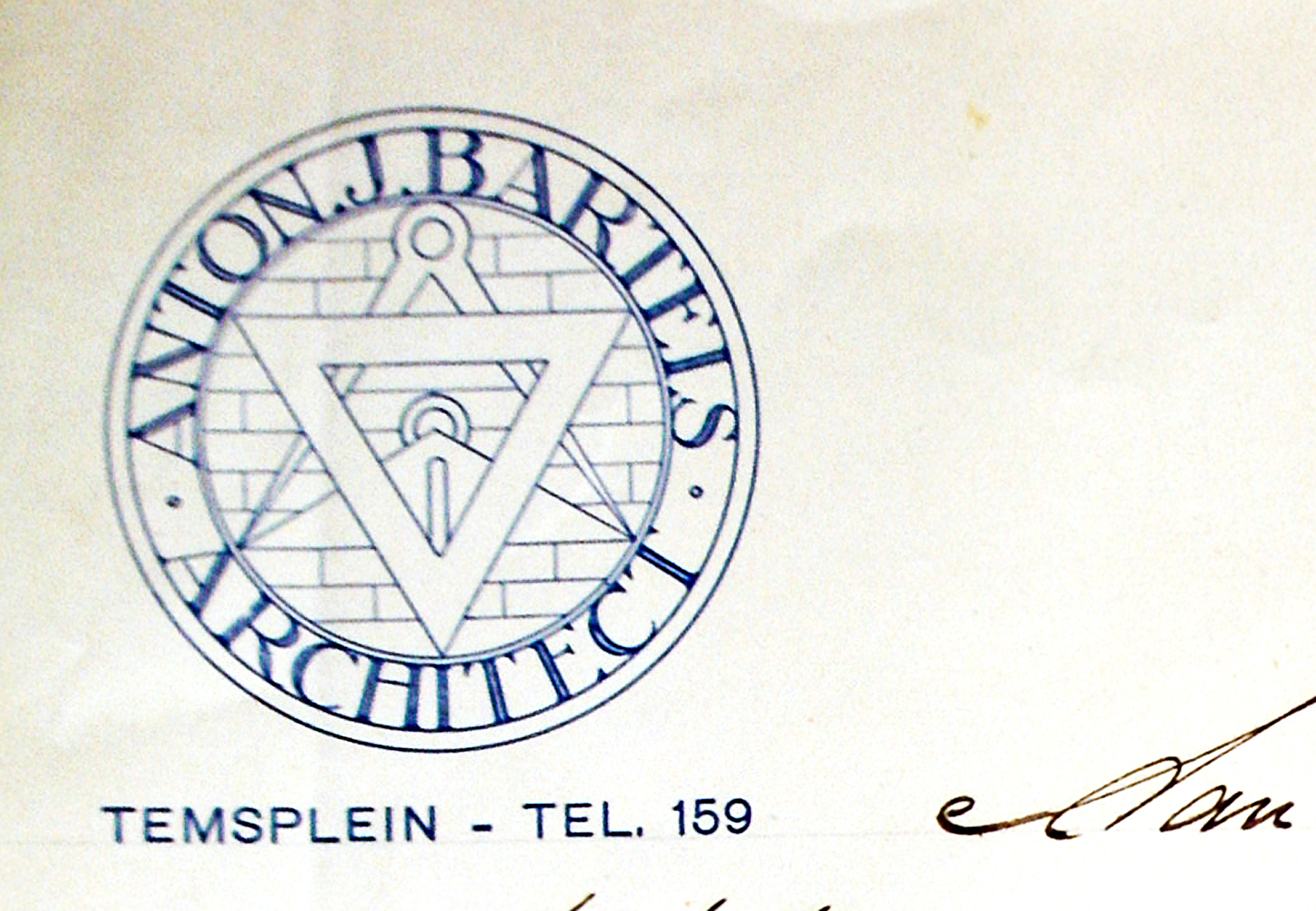
Briefhoofd 1925

Bartels is hoofdzakelijk actief geweest in de Oostelijke Mijnstreek.
De bekende architect Jan Stuyt vestigde rond 1910 een bureau in Heerlen, Wilhelminaplein 11. In 1912 werd Anton Bartels chef de bureau en medewerker van Stuyt. In die hoedanigheid was Bartels nauw betrokken bij de vele ontwerpen die Stuyt maakte voor woningen en woonwijken in de explosief groeiende Mijnstreek. Onder meer was hij betrokken bij het ontwerp van een stratenplan (1913) voor Heerlen en een niet uitgevoerd ontwerp van de tuinstad Sint-Jansgeleen. Over het stratenplan voor Heerlen meldt de gezondheidscommissie van Heerlen aan het college van burgemeester en wethouders:

dat de ontwerper erin geslaagd is voor het toekomstige Heerlen een stratenplan te projecteren dat bij uitvoering onze plaats zal herscheppen in een riant stadje.

In 1916 stelde Vereniging 'Ons Limburg' Bartels en collega-architect F.W. de Rooij aan tot directeuren van het Technisch Bureau. 'Ons Limburg' was een centraal dienstverleningsorgaan voor plaatselijke (katholieke) woningbouwverenigingen. In december 1920 nam hij ontslag. In 1918 had Bartels inmiddels een eigen bureau gevestigd in een door hem zelf ontworpen dubbel woonhuis aan het Tempsplein nr 25 en 26 te Heerlen (in het briefhoofd van 1925 staat abusievelijk Temsplein). In 1924 gaf de gemeente Kerkrade Bartels opdracht tot het maken van een uitbreidingsplan. Hierover ontstond echter een meningsverschil tussen gemeente en architect. Het geschil werd pas in 1934 beëindigd middels een minnelijke schikking. Samen met Jan Drummen en Frits Peutz behoorde Anton Bartels tot het drietal architecten dat in 1927 een ontwerp indiende voor het nieuwe mijnwerkersdorp Lauradorp. Volgens het Nederlands Architectuurinstituut (NAi) was hij als architect actief tussen 1901 en 1956.

## Bouwwerken
Het oeuvre van Anton Bartels omvat onder meer de volgende bouwwerken:
- woonhuis en bureau aan Tempsplein 25/26 te Heerlen, 1918
- de twee identieke politiebureaus te Heerlerbaan en Heerlerheide, al of niet samen met Jan Stuyt (1921 en 1922);
- zeven beambtenwoningen (de huisnummers 3 t/m 15) aan de St. Janstraat te Eygelshoven (1922);
- het gemeentehuis van Bocholtz (1923);
- 24 mijnwerkerswoningen te Ubach over Worms (aan Vogelzankweg, Kantstraat en Hekeleweg) (1925);
- de Kapel Groenstraat, een wegkapel in Groenstraat (Landgraaf) (1925);
- de St. Catharinakerk te Kerkrade-Holz (1927-1928);
- het Sint Jozefpaviljoen te Gouda, samen met architect Jacobus Petrus Dessing (1927);
- de kapel van Huize Providentia te Sterksel (1932). Huize Providentia is gesticht door de Broeders van de Heilige Joseph van Peter Joseph Savelberg te Heerlen. Bartels heeft vaker gewerkt voor deze congregatie alsmede voor de eveneens door Savelberg gestichte congregatie van de Kleine Zusters van de H. Joseph.
- Het klooster met kapel van de Karmelietessen aan de Putgraaf te Heerlen (1935).

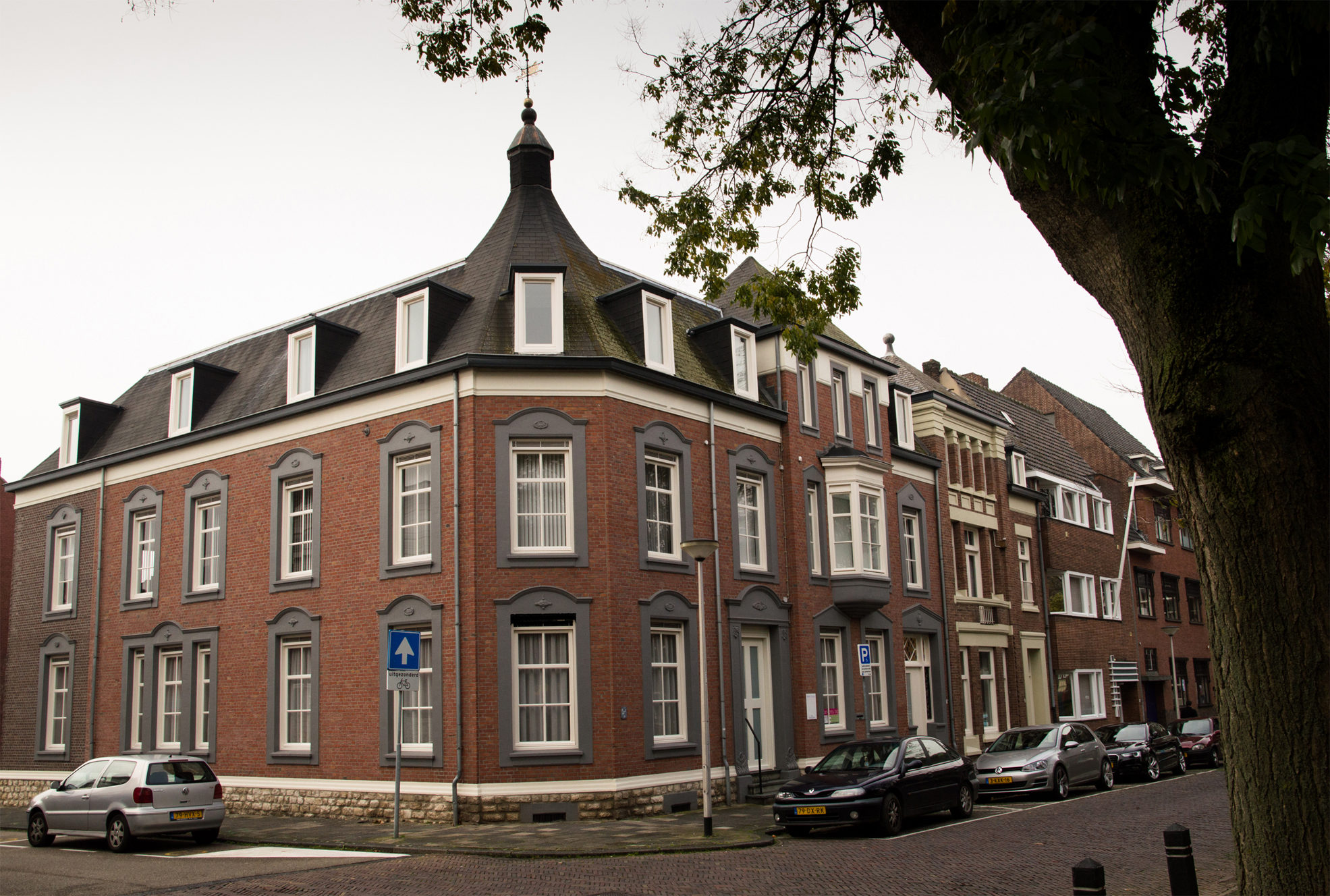
Tempsplein 25/26 Heerlen. Voormalig bureau en woonhuis van Anton Bartels
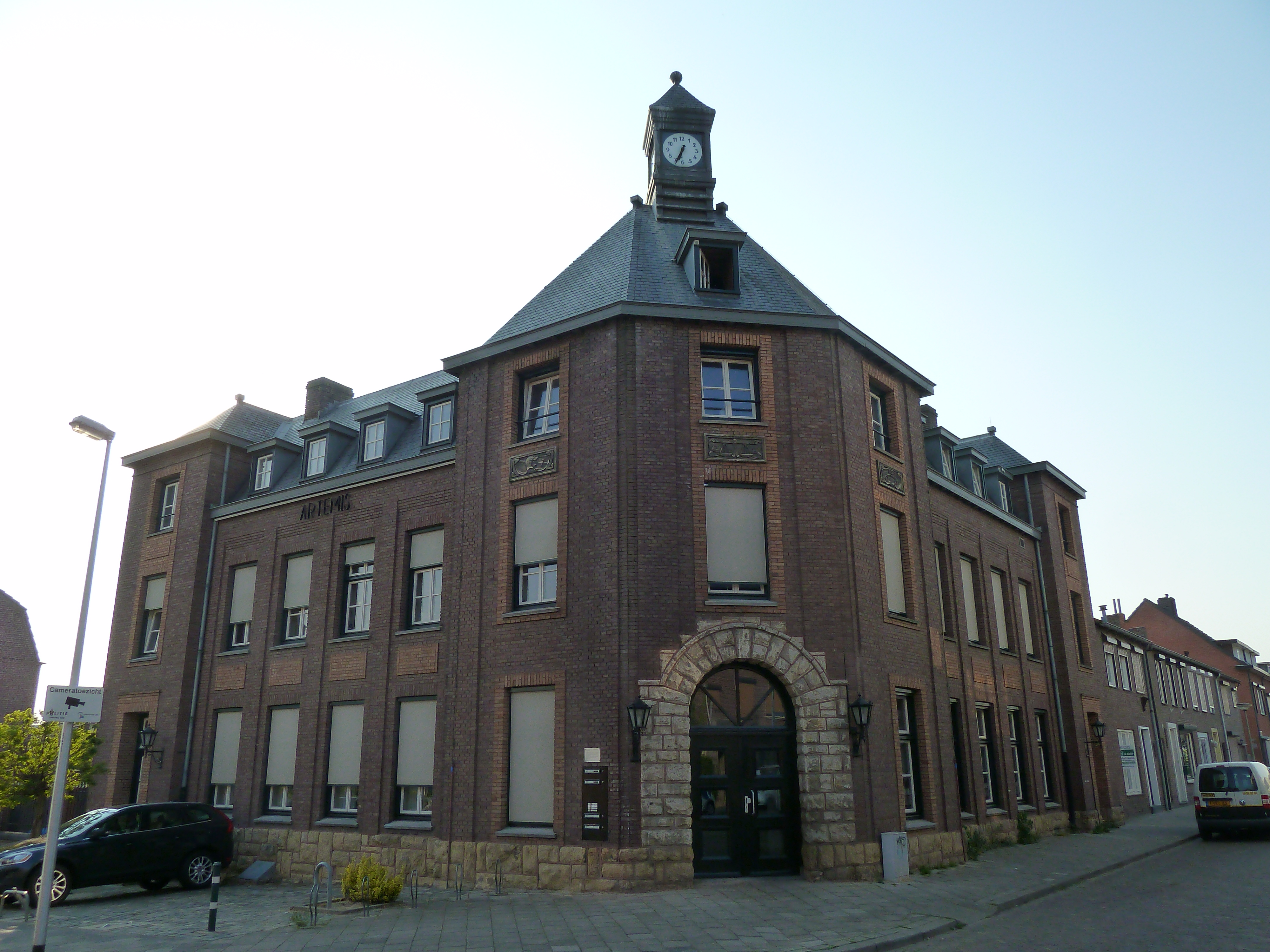
Politiebureau Heerlerheide - Heulsstraat 39
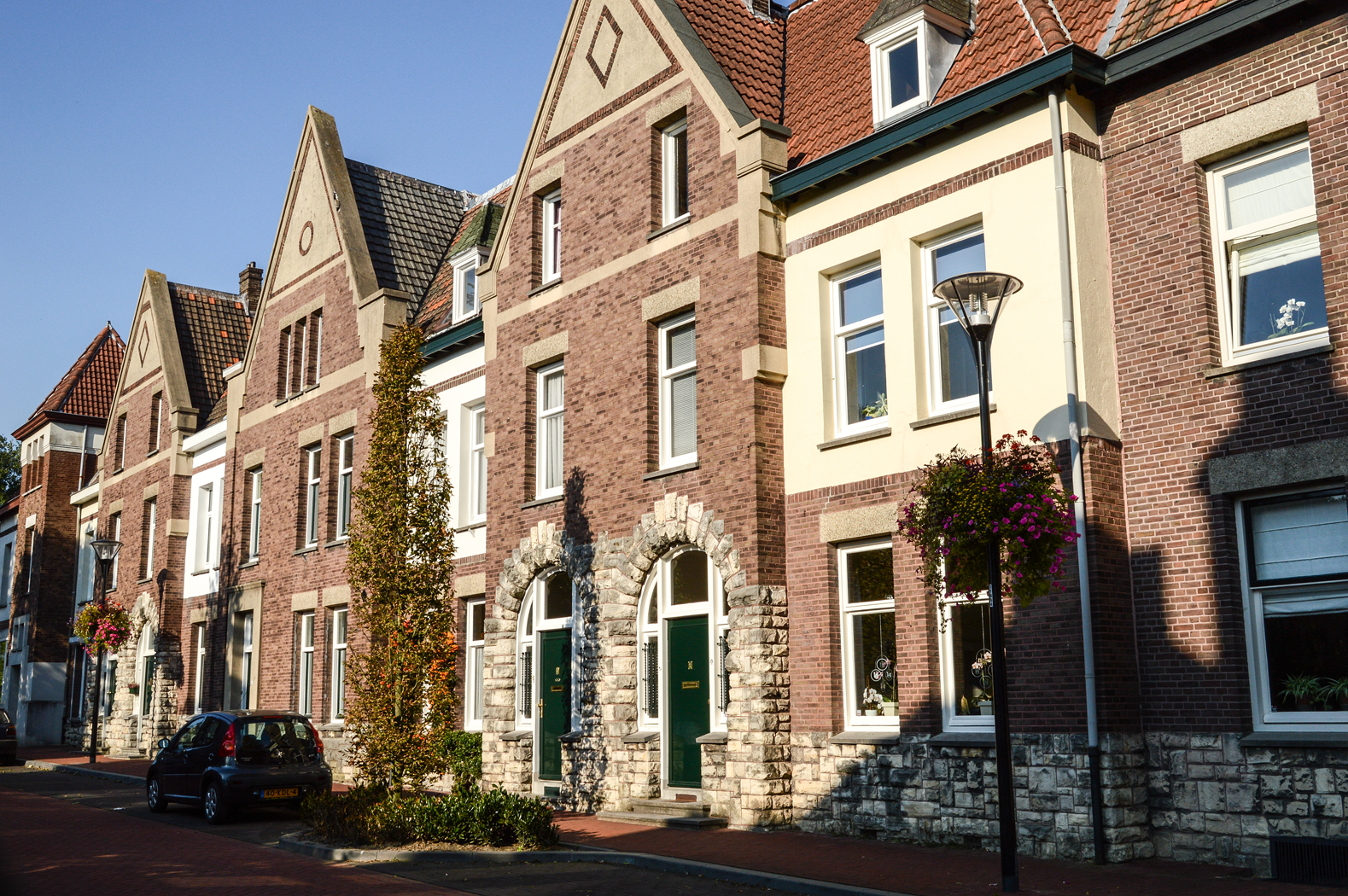
Beambtenwoningen St. Janstraat, Eygelshoven
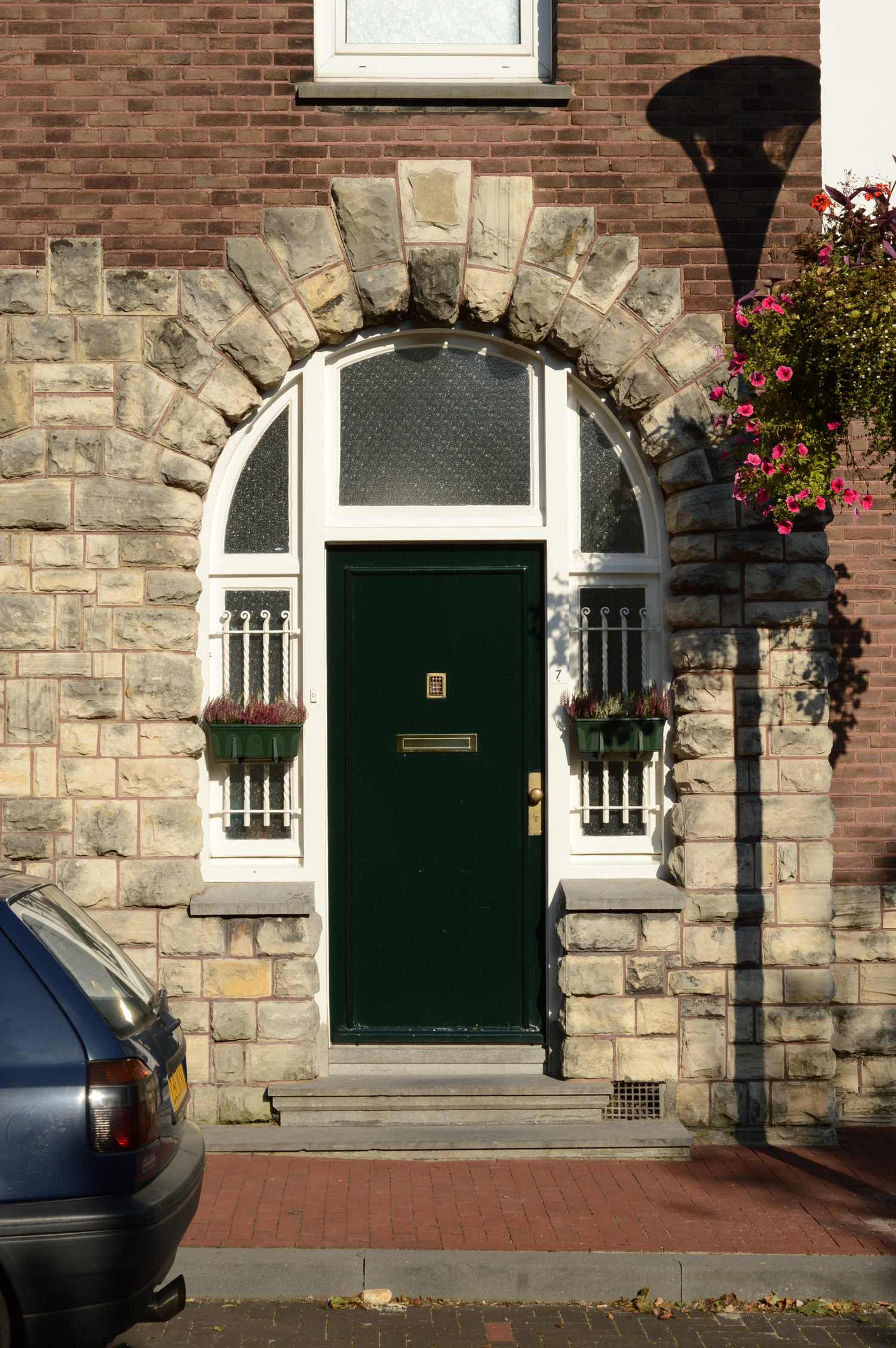
Beambtenwoning St. Janstraat_detail
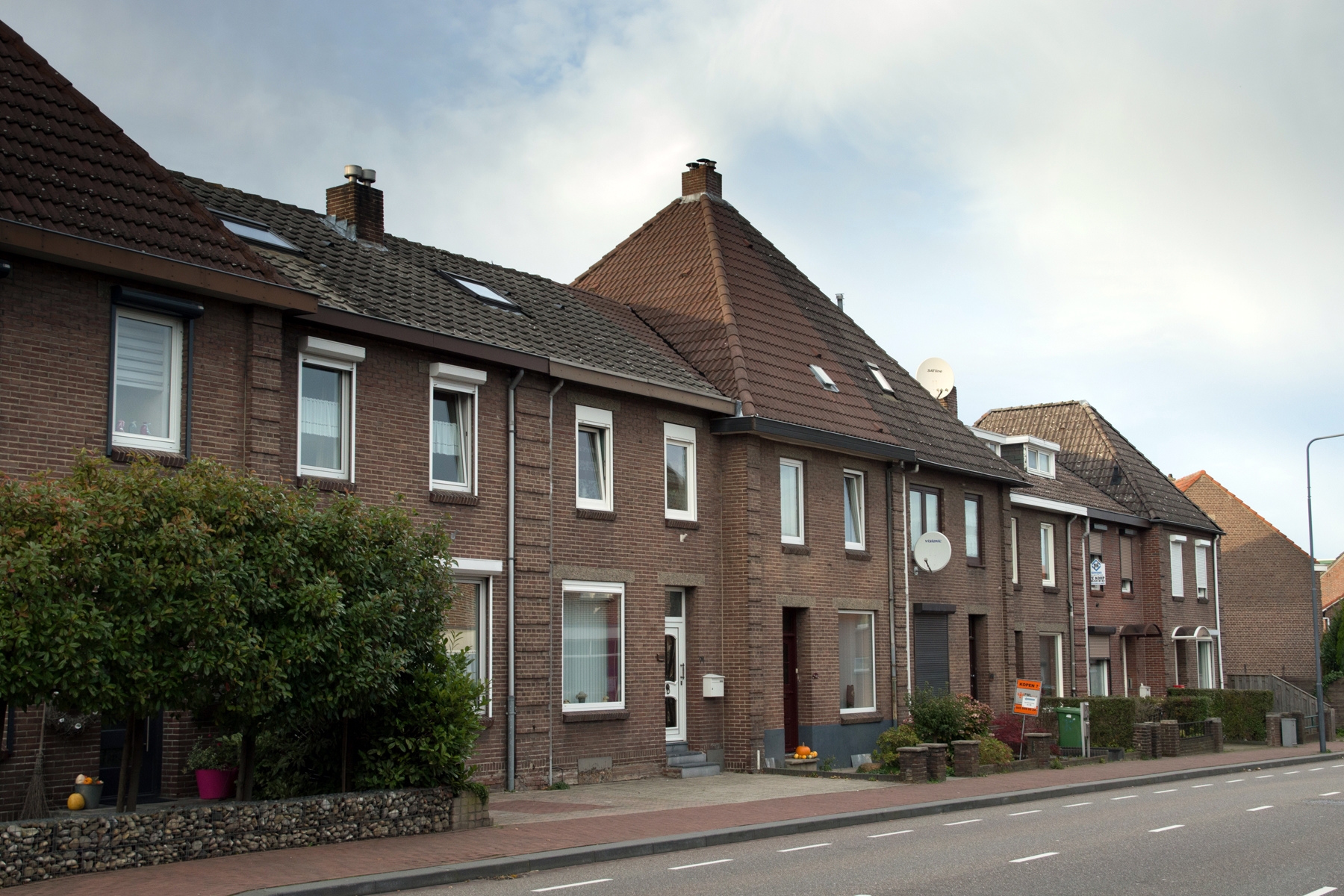
Mijnwerkerswoningen te Landgraaf, Kantstraat
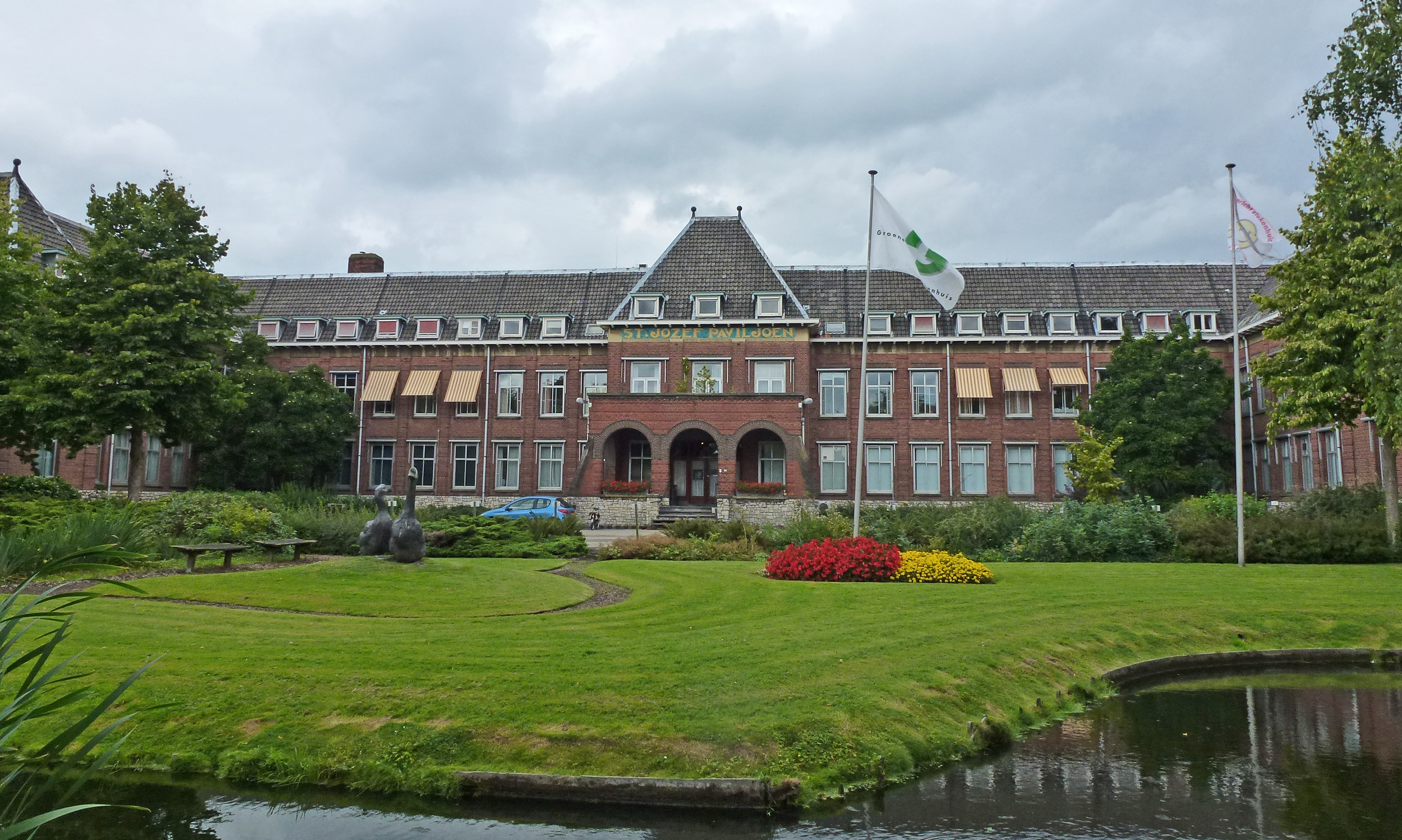
Sint Jozefpaviljoen. Gouda, Graaf Florisweg 77